# Osahalvön

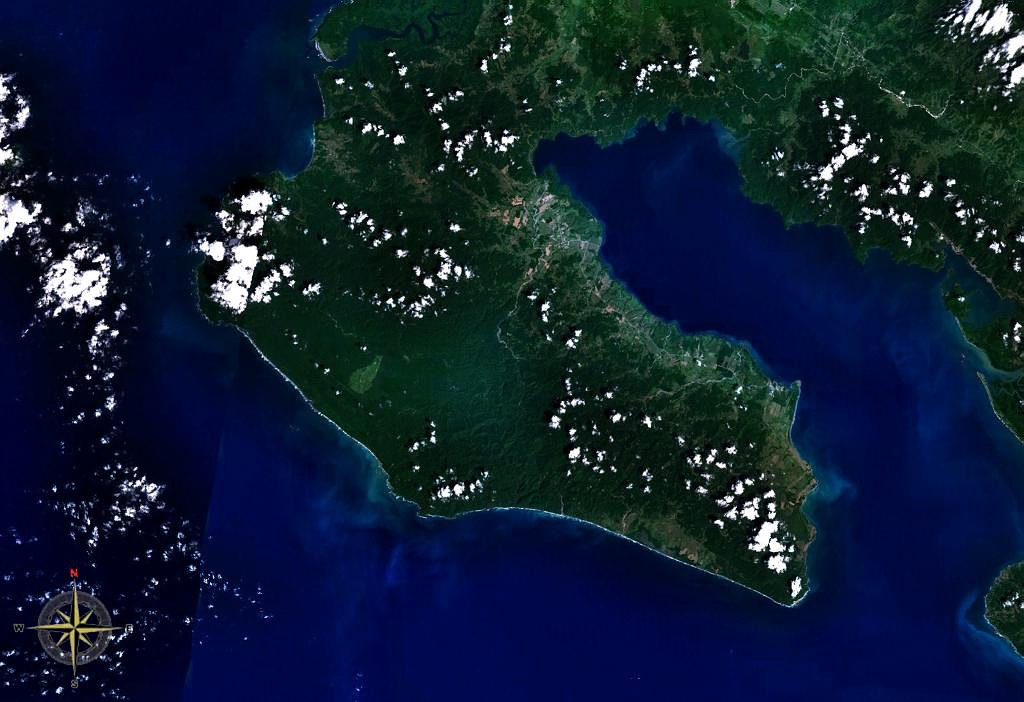
Osahalvön från rymden.

Osahalvön (spanska: Península de Osa) är en halvö belägen i sydvästra Costa Rica i provinsen Puntarenas utanför havsviken Golfo Dulce i Stilla havet. Halvön bildades geologiskt av en förkastning som sträcker sig norrut in i Kalifornien.
Osahalvön är hem för minst hälften av alla arter som lever i Costa Rica. Den största staden på halvön är Puerto Jimenez som har en egen flygplats och ger tillgång till Corcovado National Park liksom de kustnära byarna Cabo Matapalo och Carate.